# BWV
Bach-Werke-Verzeichnis ("katalog Bachovih djela") je brojčani sustav označavanja Bachovih skladbi. Predmetak BWV iza kojega slijedi brojčana oznaka djela postao je sada uobičajena kratica za određivanje Bachovih kompozicija. Djela su poredana tematski, a ne kronološki.
Brojeve BWV uveo je Wolfgang Schmieder 1950. godine radi oznake mjesta pojedinih djela u katalogu Bachovih djela pod nazivom Thematisch-systematisches Verzeichnis der musikalischen Werke von Johann Sebastian Bach. BWV brojevi u sveopćoj su uporabi i prihvaćeni su kao standardan način numeracije Bachovih djela, na primjer Misa u h-molu, BWV 232. Djela za koja se u vrijeme nastanka kataloga vjerovalo da su nepotpuna ili sumnjive vjerodostojnosti popisana su u BWV Anhangu ("BWV dodatku") i označavaju se BWV Anh brojevima. Katalog BWV povremeno se dopunjuje i novootkrivena djela dodaju se na kraj, a djelima za koja se ustanovilo da nisu autentična i dalje se ostavlja njihov broj.
BWV brojevi ponekad se u starijim publikacijama viđaju u obliku poput, na primjer, S. 232, kao 'Schmiederovi brojevi' iako je sam Schmieder bio protiv uporabe takve vrste označavanja i nije htio da se njegovo ime tako očigledno povezuje s Bachovim djelima (u znak skromnosti).

## Tematskikatalog
Za razliku od kronološki uređenih kataloga drugih klasičnih skladatelja, Schmiederov katalog Bachovih djela uređen je prema vrstama djela, pa se naziva tematskim katalogom: na početku su zborska djela, zatim djela za orgulje, zatim ostala djela za instrumente s tipkama, i tako dalje. Stoga nizak BWV broj ne znači nužno da se radi o nekom ranom djelu.
Scmieder se za ovaj tematski poredak umjesto kronološkog odlučio iz više razloga, od kojih su možda dva najznačajnija ova:
- Za mnoga Bachova djela ne zna se točan datum nastanka. Čak i kad je na partituri zapisan datum, on samo označava datum nastanka kopije, obrade, i slično. Pored toga, nakon prvog objavljivanja Schmiederova BWV kataloga, učenjaci su odredili mnogo "vjerojatnijih" i "sigurnijih" datuma nastanka pojedinih kompozicija nego što se moglo i zamisliti u 1950-ima.
- Bach Gesellschaft objavljuje Bachova djela od 1851. godine; te postojeće publikacije svrstavale su Bachova djela prema žanru (vrsti, to jest glazbenom obliku), pa je popis u skladu s tom već utvrđenom praksom značio manju zbrku.

Djela otkrivena nakon prvog sastavljanja popisa općenito se dodaju na kraj popisa pa, na primjer, Neumeister korali za orgulje nose brojeve oko BWV 1100, a ne one koji su u području kataloga gdje se nalaze djela za orgulje, negdje oko BWV 600. Djelima za koja je pronađeno da su sumnjiva ili nevjerodostojna, poput 'malih' preludija i fuga za orgulje, BWV 553-560, BWV brojevi se ostavljaju.

## Vanjske poveznice
- BWV katalog (download)